# PM-820-2
La carretera PM-820-2 es una carretera convencional española, la segunda más importante de la isla de Formentera, en Baleares. Sirve de enlace con la PM-820, la principal, comunicando la zona norte de la isla, desde la primera. Se inicia en la localidad de La Sabina y concluye en la localidad de San Fernando de las Rocas. En su recorrido atraviesa el parque natural de las Salinas, donde se encuentra la playa de ses Illetes; también el principal núcleo turístico de la isla, Los Pujols. Y para finalizar atraviesa el pueblo de San Fernando de las Rocas. Tiene una longitud total de 6,7 kilómetros.

## Nomenclatura
Dicha carretera dispone del correspondiente identificador:  ZZ-????  (Señal S-450), pertenece a la Red Local y Rural, que según la Ley 5/1990, de 24 de mayo, de Carreteras de la Comunidad Autónoma de las Islas Baleares. Es titularidad del ayuntamiento, en el caso de la isla, Consejo Insular de Formentera.

## Objetivo
En este caso la PM-820-2 tiene como objetivo comunicar la zona norte de la isla, desde la carretera principal PM-820.
- Datos: Q28662817